# Agrochola disrupta
Agrochola disrupta là một loài bướm đêm trong họ Noctuidae.